# 13. People’s Choice Awards-gála
A 13. People’s Choice Awards-gála az 1986-os év legjobb filmes, televíziós és zenés alakításait értékelte. A díjátadót 1987. március 14-én tartották, a műsor házigazdája Dick Van Dyke volt. A ceremóniát a CBS televízióadó közvetítette.

## Győztesek és jelöltek
Forrás:

### Film
| Az év filmje            | Az év filmje          |
| ----------------------- | --------------------- |
| Top Gun                 |                       |
| Az év férfi filmsztárja | Az év női filmsztárja |
| Clint Eastwood          | Meryl Streep          |

### Televízió
| Az év férfi tévés sztárja            | Az év női tévés sztárja              |
| ------------------------------------ | ------------------------------------ |
| Bill Cosby                           | Cybill Shepherd                      |
| Az év visszatérő férfi tévés sztárja | Az év visszatérő női tévés sztárja   |
| Bill Cosby                           | - Barbara Mandrell - Cybill Shepherd |
| Az év vígjátéka                      | Az év drámaműsora                    |
| The Cosby Show                       | Külvárosi Körzet                     |
| Az év új vígjátéka                   | Az év új drámaműsora                 |
| Alf                                  | L.A. Law                             |
| Az év férfi előadója új tévéműsorban | Az év női előadója új tévéműsorban   |
| Andy Griffith                        | Pam Dawber                           |
| Az év versenyshow műsorvezetője      | Az év talkshow műsorvezetője         |
| Pat Sajak                            | Johnny Carson                        |
| Az év éjszakai drámaműsora           | Az év ifjú tévés sztárja             |
| - Dallas - Dinasztia                 | Emmanuel Lewis                       |

### Zene
| Az év dala                               | Az év dala                  |
| ---------------------------------------- | --------------------------- |
| Lionel Richie - "Dancing on the Ceiling" |                             |
| Az év férfi előadója                     | Az év női előadója          |
| Lionel Richie                            | - Whitney Houston - Madonna |
| Az év együttese                          | Az év countryelőadója       |
| Alabama                                  | Kenny Rogers                |

## Fordítás
- Ez a szócikk részben vagy egészben  a(z)   13th People's Choice Awards című angol Wikipédia-szócikk fordításán alapul.  Az eredeti cikk szerkesztőit annak laptörténete sorolja fel. Ez a jelzés csupán a megfogalmazás eredetét és a szerzői jogokat jelzi, nem szolgál a cikkben szereplő információk forrásmegjelöléseként.